# Old Sleaford
Old Sleaford var en civil parish fram till 1974 när blev den en del av Sleaford, i grevskapet Lincolnshire, i England. Civil parish hade 820 invånare år 1951. Byar nämndes i Domedagsboken (Domesday Book) år 1086, och kallades då Eslaforde.